# Manolo Tena
Pour les articles homonymes, voir Tena.
José Manuel de Tena Tena, connu comme Manolo Tena, né à Benquerencia de la Sereine (Badajoz) le 21 décembre 1951 et mort à Madrid le 4 avril 2016, est un chanteur et compositeur espagnol.
Il a fait partie des groupes musicaux Cucharada (1977-81) et Alarme!!! (1983-1986). Ses principales créations sont Frío, Sangre española ou Tocar madera.

## Biographie
Il est né à Madrid de parents originaires d'Estrémadure et a grandi dans le quartier de Lavapiés. Dès 14 ans, il commence à faire partie d'orchestres à Madrid et aux alentours. Il arrête rapidement les études et fait des petits boulots. Il s'achète sa première guitare avec cet argent et commence à étudier la philosophie anglaise à l'université. Il ne termine pas ses études. Il apprend en autodidacte à jouer de la basse et un peu de piano.
La mer fait partie des thèmes qui le marquent.

## Vie privée
Après la sortie de Sangre española, il déménage à Miami où il épouse en 1994 l'actrice d'origine cubaine Marlene Alto.
En 2015, il vivait avec sa femme Ana Valderas et sa fille Manuela.

## Discographie
- Social peligrosidad (1978), avec Cucharada
- El limpiabotas que quería ser torero (1979) avec Cucharada
- Quiero bailar Rock & Roll (EP, 1979) avec Cucharada
- Alarma!!! (1984) avec Alarma!!!
- En el lado oscuro (1985) avec Alarma!!!
- Tan raro (1988)
- Sangre española (1992)
- Las mentiras del viento (1995)
- Juego para dos (1997)
- García Lorca: Manolo Tena y Federico García Lorca: Poeta en Nueva York (1998)
- Grandes éxitos y rarezas (1998), compilation
- Insólito (2000)
- Básicamente (2003), en direct.
- Canciones nuevas (2008)
- El concierto de las ventas (2014), live, 1993.
- Casualidades (2015).